# Juristernes og Økonomernes Pensionskasse
Juristernes og Økonomernes Pensionskasse (JØP) var en dansk pensionskasse med hjemsted i Frederiksberg Kommune. 
Pensionskassen blev stiftet med virkning fra 1973 ved en fusion af Juristforbundets Pensionskasse og Danske Økonomers Pensionskasse. Efter at have samarbejdet i en årrække er JØP delvist sammenlagt med DIP, Danske civil- og akademiingeniørers pensionskasse, og i november 2019 blev fusionen officiel, og den nye pensionskasse P+ - Pensionskassen for Akademikere blev dannet.
Det var samfundsvidenskabeligt uddannede kandidater og bachelorer der blev optaget som medlemmer. JØP tilbød udover en pensionsforsikring (alderspension) forskellige forsikringsydelser til medlemmerne, f.eks. livsforsikring i form af ægtefælle- og børnepension, invalidedækning og gruppelivsforsikringer.
JØP's medlemmer og den tilknyttede faglige organisation Djøf udpegede bestyrelsen.

## Administrerende direktører
- 1996-1997 Henrik Olejasz Larsen
- 1997-2016 Torben Visholm
- 2017- Søren Kolbye Sørensen